# Овощарство
Овощарството е наука, която изследва културите за производство на плодове, създаването и отглеждането на насаждения от тези култури.

## Класификации на овощните култури
- Отглежданите в България овощни растения според устройството на надземните им органи се делят на:
  - Дървесни овощни видове – ябълка, круша, череша, вишна, слива, джанка, кайсия, праскова, орех, бадем, кестен и др. Тези растения образуват само един ствол, от чийто разклонения се образува корона.
  - Храстовидни овощни видове – дюля, някои сортове на сливата и вишнята, касис, червено и бяло френско грозде, лешник (леска) и др. Оставени при естествени условия, от тези растения израстват по няколко стъбла, които образуват по-малки корони.
  - Полухрастовидни овощни видове – малина и къпина. Различават се по това, че стъблата им не са многогодишни, а загиват към средата на втората година.
  - Тревисти овощни видове – от тази група представител в България е ягодата.

- По-разпространена е класификацията по морфологични особености на плодовете, според която видовете се делят на:
  - Семкови овощни видове – ябълка, круша, дюля, мушмула и др. Ядливата част на плода се съхранява дълго време.
  - Черупкови овощни видове – орех, бадем, лешник, кестен.
  - Костилкови овощни видове – слива, джанка, череша, вишня, кайсия, праскова. Ядливата част на плода не може да се съхранява дълго време.
  - Ягодови овощни видове – ягода, малина, къпина, касис и др.

## Основни овощни видове и техните особености
- Семкови овощни видове
  - Ябълка
  - Круша
  - Дюля
- Костилкови овощни видове
  - Череша
  - Вишна
  - Слива
  - Праскова
  - Кайсия
- Черупкови овощни видове
  - Обикновен орех
  - Бадем
  - Обикновена леска
- Ягодоплодни овощни видове
  - Ягода
  - Малина
  - Къпина
  - Френско грозде
  - Арония